# Newjansk
Newjansk (russisch Невьянск) ist eine Stadt in der Oblast Swerdlowsk (Russland) mit 24.567 Einwohnern (Stand 14. Oktober 2010).

## Geografie
Die Stadt liegt am Ostrand des Mittleren Urals, etwa 100 km nördlich der Oblasthauptstadt Jekaterinburg an der Neiwa, dem linken Quellfluss Nebenfluss der Niza im Flusssystem des Ob.
Newjansk ist Zentrum eines gleichnamigen Stadtkreises.
Newjansk liegt an der 1878 eröffneten Eisenbahnstrecke Perm – Jekaterinburg, der ehemaligen Ural-Bergwerksbahn (Уральская Горнозаводская железная дорога / Uralskaja Gornosawodskaja schelesnaja doroga).

## Geschichte
Newjansk entstand 1701 im Zusammenhang mit der Errichtung des Eisenwerkes Newjanski Sawod, welches schon bald zu den wichtigsten des Uralgebietes gehörte. Ein berühmter Besucher der Stadt im 19. Jahrhundert war Alexander von Humboldt. Trotz der relativ großen Bevölkerungszahl erhielt der Ort jedoch erst 1919 Stadtrecht. 

### Bevölkerungsentwicklung
| Jahr | Einwohner |
| ---- | --------- |
| 1897 | 16.000    |
| 1939 | 28.174    |
| 1959 | 30.878    |
| 1970 | 29.765    |
| 1979 | 32.361    |
| 1989 | 29.764    |
| 2002 | 26.644    |
| 2010 | 24.567    |
| 2020 | 22.806    |

Anmerkung: Volkszählungsdaten (1897 gerundet)

## Kultur und Sehenswürdigkeiten
Hauptsehenswürdigkeit ist der sogenannte Schiefe Turm von Newjansk, ein etwa 1725–1740 von der Unternehmerfamilie Demidow, der das Eisenwerk in jener Zeit gehörte, errichteter Wachturm. Die Achse des etwa 57,5 Meter hohen Turms weicht an der Spitze um 1,85 Meter (nach anderen Angaben 2,20 Meter) von der Vertikalen ab. Die Abbildung des schiefen Turms ist auch auf dem Stadtwappen von Newjansk zu sehen.
Zu der größeren Zahl anderer erhaltener Gebäude des 18. und 19. Jahrhunderts gehört die Christi-Verklärungs-Kathedrale (Спасо-Преображенский собор/ Spasso-Preobraschenski sobor).
In Newjansk gibt es ein Heimatmuseum und ein Museum für Keramik- und Glaskunst.

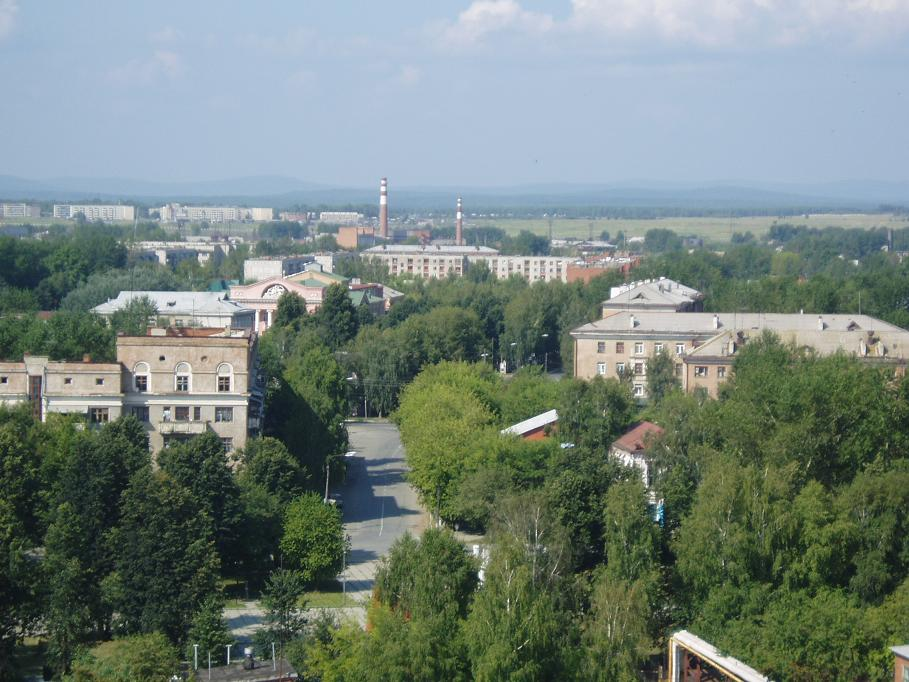
Blick auf die Stadt
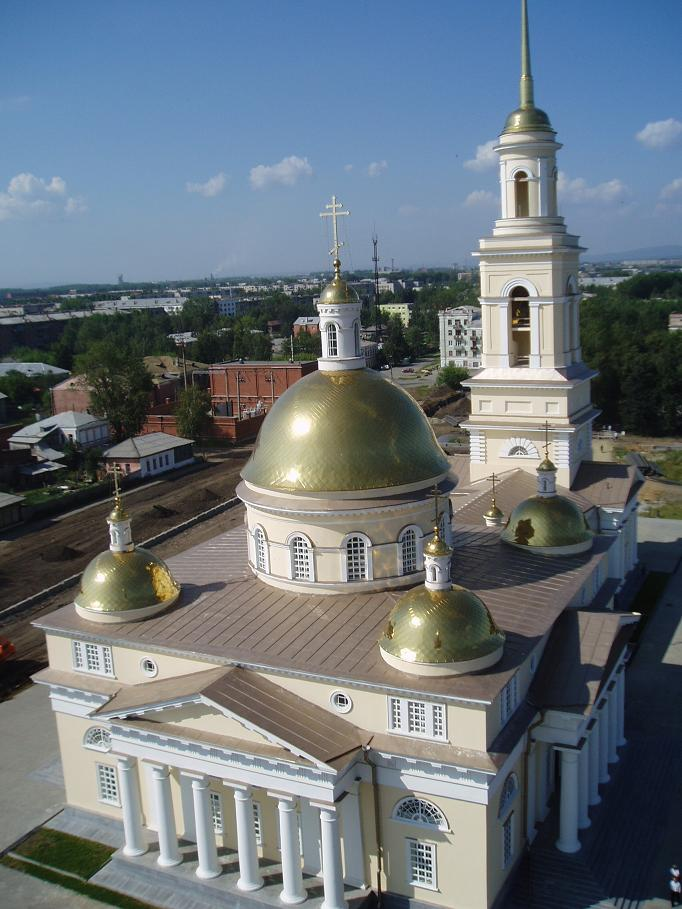
Christi-Verklärungs-Kathedrale
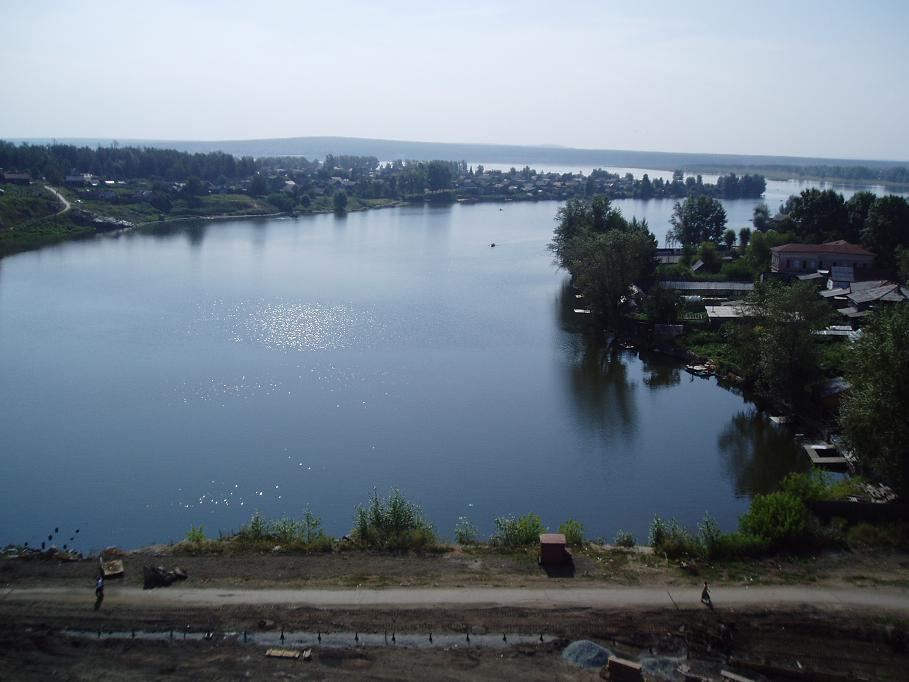
Blick vom „Schiefen Turm“ auf den Newjansker „Teich“ an der Neiwa

## Wirtschaft
In Newjansk gibt es eine Maschinenfabrik sowie Betriebe der Bauwirtschaft (Zement, Stahlbetonfertigteile, Ziegel).

## Söhne und Töchter der Stadt
- Wadim Loginow (1927–2016), Politiker und Diplomat
- Boris Plotnikow (1949–2020), Schauspieler